# Club Social y Atlético Guillermo Brown
Club Social y Atlético Guillermo Brown, kurz Guillermo Brown ist ein argentinischer Sportverein aus Puerto Madryn in der Provinz Chubut. Der Verein wird auch La Banda oder El capo del sur genannt.

## Geschichte
Guillermo Brown wurde 1945 gegründet, als José Ramón Furnillo mit weiteren Personen einen Sportverein in Puerto Madryn gründen wollte. Da Furnillo ein großer Bewunderer von Admiral Guillermo Brown war, wählte er dessen Namen für den Verein. Nach der Gründung trat der Fußballklub der Liga de Fútbol Valle del Chubut bei und gewann zwei Jahre später 1947 seinen ersten offiziellen Titel. Er wiederholte diesen Erfolg 1954 und 1962. 1967 gewann er sowohl den Vorbereitungstitel als auch den offiziellen Titel, ehe er in den 1990er Jahren erst wieder einen lokalen Titel errang.
Obwohl er einer der größten Klubs der Liga war, wurde der Fußball zugunsten des Basketballs vernachlässigt, der in den 1970er und 1980er Jahren populärer war. Mit Carlos Eliceche als Präsident wurde 2000 das Estadio Raúl Conti renoviert und das Fußballteam nahm am Torneo Argentino B teil, bei dem es 2000/01 das Finale erreichte. In der Saison 2010/11 belegte Guillermo Brown den ersten Platz seiner Regionalliga und wurde Meister, was den Aufstieg in die Primera Nacional B zur Folge hatte. Nach einem schwierigen Start in der neuen Liga fiel der Klub in die Abstiegszone, konnte sich nicht retten und stieg wieder in den Argentino A ab. Nach einem kurzen Aufenthalt in der dritten Liga strebte Guillermo Brown einen neuen Aufstieg an, was ihm in der Saison 2014/15 gelang, als es den ersten Platz im Torneo Federal A erreichte. 2024 stieg der Verein wieder in den Torneo Federal A ab.

## Stadion
Guillermo Brown trägt seine Heimspiele im 8500 Zuschauer fassenden Estadio Raúl Conti aus. Das Stadion wurde 1967 eröffnet eröffnet und 2006 renoviert.

## Erfolge
- Torneo Federal A: 2007-C

## Sonstige Sportarten
Die Basketballabteilung trägt ihre Spiele im Estadio Benito García, das ein Fassungsvermögen von 1500 Zuschauern hat, aus. Der Verein unterhält auch eine Frauenhockeymannschaft.